# راقية إبراهيم
راقية إبراهيم (22 يونيو 1919 - 13 سبتمبر 1977)، هي ممثلة مصرية. تنتمي إلى أسرة يهودية اسمها الحقيقي راشيل (راحيل) إبراهام ليفى. في عام 1937 اكتشفتها بهيجة حافظ، عندما ظهرت معها في فيلم ليلى بنت الصحراء، استمرت بالتمثيل بعد ذلك حتى هجرتها إلى الولايات المتحدة في منتصف الخمسينيات من القرن العشرين.

## عن حياتها
كان أوج شهرتها في الأربعينيات والخمسينيات من القرن العشرين. تعلّمت في المدارس الفرنسيّة في مصر، ثمّ التحقت بكليّة الآداب. كان لها منذ صغرها ولع بالغناء، وأوّل ظهور لها كان في البرامج الغنائيَّة في محطّة الراديو التي كان يملكها فريد الرفاعي، ثمّ انضمّت لفرقة المسرح القومي. كانت أولى تجاربها السينمائيَّة في فيلم «ليلى بنت الصحراء» عام 1937، وقد حظي الفيلم بنجاح كبير، وعُرض في مهرجان برلين السينمائي عام 1939. سطع نجمها بعد قيامها بدور البطولة في مسرحية توفيق الحكيم «سر المنتحرة» عام 1938. تزوجت مهندس الصّوت مصطفى والي، وبعد نجاح ثورة الضباط الأحرار عام 1952 طلبت الطّلاق منه، وحين تمّ لها ذلك غادرت مصر عام 1956 إلى الولايات المتحدة التي استقرت بها حتى توفيت.

## اتهامات بقتل سميرة موسى
هناك اتهامات مصوبة لها بضلوعها مع الموساد الإسرائيلي باغتيال عالمة الذرة المصرية سميرة موسى، عام 1952 لرفضها الحصول على الجنسية الأمريكية والعمل في المراكز العلمية بأمريكا وإصرارها على العودة لمصر مما أقلق إسرائيل من احتمالات اسهامها في بناء برنامج نووى مصري وليد قد يهدد إسرائيل، وذُكر ذلك على لسان حفيدتها ريتا ديفيد توماس من زوجها الأمريكى اليهودى في جريدة نيويورك تايمز. ريتا أكدت ايضا أن جدتها كانت على علاقة صداقة حميمة بعالمة الذرة المصرية، وهذا من واقع مذكراتها الشخصية التى كانت تخفيها وسط كتبها القديمة فى شقتها بكاليفورنيا، وتم العثور عليها منذ عامين.
حفيدة الممثلة أكدت أن جدتها ساهمت بشكل رئيسى فى تصفية عالمة الذرة المصرية من خلال استغلال علاقة الصداقة التى كانت تجمعهما، والتى كانت تسمح لها بالذهاب لمنزلها، وتصويره بشكل دقيق.
وفى إحدى المرات استطاعت راقية - الكلام على لسان حفيدتها - سرقة مفتاح شقة سميرة، وطبعته على "صابونة"، وأعطتها لمسئول الموساد فى مصر، وبعد أسبوع قامت راقية إبراهيم بالذهاب للعشاء مع سميرة موسى فى "الاوبيرج"، ما أتاح للموساد دخول شقة سميرة موسى، وتصوير أبحاثها، ومعملها الخاص.

## أعمالها

### من الأفلام
- 1937: ليلى بنت الصحراء
- 1937: سلامة في خير
- 1937: الحل الأخير
- 1939: أجنحة الصحراء
- 1941: عريس من إسطنبول
- 1941: عاصفة على الريف
- 1941: إلى الأبد
- 1942: بنت ذوات
- 1944: ليلى البدوية
- 1944: رصاصة في القلب
- 1945: بين نارين
- 1946: ملاك الرحمة
- 1946: دنيا
- 1946: أرض النيل
- 1948: الحب لا يموت
- 1950: ماكانش عالبال
- 1952: ناهد
- 1952: زينب
- 1954: كدت أهدم بيتي
- 1954: جنون الحب

## روابط خارجية
- راقية إبراهيم على موقع IMDb (الإنجليزية)
- راقية إبراهيم على موقع الدهليز
- راقية إبراهيم على موقع قاعدة بيانات الأفلام العربية
- راقية إبراهيم على موقع قاعدة بيانات الفيلم (الإنجليزية)